# Kugelpumpspeicher
Ein Kugelpumpspeicher ist ein Konzept eines Speicherkraftwerktyps, welches die Speicherung von Energie auch in der Nähe von Offshore-Windparks ermöglichen soll.
Die Grundidee ist, auf dem Grund eines Gewässers in bis zu 700 m Tiefe Hohlkugeln aus Beton mit ca. 30 m Durchmesser zu installieren. Bei einem Überschuss elektrischer Leistung im Netz wird das Wasser aus der Hohlkugel gepumpt (wobei ein Unterdruck entsprechend dem Wasserdampfdruck entsteht). Bei Strombedarf lässt man Wasser zurück in die Hohlkugel strömen und treibt damit eine Turbine mit angekoppeltem Generator an. Der Wirkungsgrad soll wie bei herkömmlichen Pumpspeicherkraftwerken ca. 75 % bis 80 % betragen.  Sowohl die Leistung als auch die speicherbare Energiemenge hängen ab von Volumen und Tauchtiefe der Hohlkugel.

## Versuchsanlagen
Um praktische Erfahrung zu sammeln, wurde zwischen November 2016 und März 2017 im Bodensee ein Test des Fraunhofer-Instituts für Windenergie und Energiesystemtechnik in Kassel mit einer Hohlkugel von drei Metern Durchmesser in einer Wassertiefe von 100 Metern durchgeführt. Dieser Test verlief positiv und bestätigte die Berechnungen. Bevor das System praktisch eingesetzt wird, soll ein weiterer Versuch mit einer deutlich größeren Betonkugel in größerer Tiefe vor der Küste von Kalifornien durchgeführt werden.

## Filmische Dokumentationen
- SWR: Hintergrund zum Kugelpumpspeicher am Bodensee